# Acacia guanacastensis
Acacia guanacastensis é uma espécie de leguminosa do gênero Acacia, pertencente à família Fabaceae.